# 約旦—美國關係
约旦-美国关系通常指约旦和美国之间的双边关系。自1996年以来，约旦一直是中东地区一个与美国非常亲密的主要非北约盟友。